# 許智宏
許 智宏（きょ ちこう、1942年10月 - ）は、中国北京大学生命科学学院教授。中国科学院上海植物生理研究所研究員。中国科学院院士。元中国科学院副院長（1992年10月－2003年2月）。元北京大学学長（1999年12月－2008年11月）。

## 来歴・人物
- 中国江蘇省無錫市出身。
- 1965年北京大学生物科卒業、1969年中国科学院上海植物生理研究所修士課程修了。中国科学院上海植物生理研究所課題組組長、所長、植物分子遺伝国家重点実験室主任などを経て、1992年10月から中国科学院副院長に選出。この間海外で研究を練磨。1999年12月から北京大学学長と中国科学院副院長を兼任。
- 専門は植物発育生物学、植物細胞培養及び遺伝など。論文、著書に『経済植物組織培養』『植物基因工程』など200篇（冊）以上。

## 政策と実績
- 北京大学学長を担当する9年間、大学構成の調整と統合において2回ものピークを迎え、それを乗り越え、50年も中断した工学院の復興を実現させた。
- 北京大学は内部の交流をよりスムーズになるよう努め、更に学際的研究を重視する総合大学の理想像を追求した。
- 青年教師人材を招聘・育成する計画（俗称“百人計画”）を起動させ、35歳あるいは35歳以下の若手教師を積極的に採用する。
- 国家からの研究経費の増加も目立つ。1999年の1.6億元から2007年の8.6億元となった。
- 北京大学の教育改革へも力を入れ、大学に入って一年あるいは二年基礎知識を勉強してから専攻を選ぶ、新しい人材育成理念の“元培学院”を企画し、成功させた。

## 受賞歴
- 中国科学院自然科学一等賞
- 国家自然科学三等賞
- 国家レベルの学術界に大いに貢献する青年専門家（1988年）
- 大いに貢献する留学帰国者（1991年）
- 香港大学名誉教授
- The University of Nottingham名誉博士
- 香港城市大学名誉理学博士
- 早稲田大学名誉理学博士
- McGill University名誉理学博士
- The University of Melbourne名誉法学博士
- The University of Melbourne名誉博士

## 著書
- 1998年《经济植物组织培养》罗士韦、许智宏 科学出版社
- 1996年《植物基因工程》田波、许智宏、叶寅　山东科技出版社
- 1997年《植物原生质体培养及遗传转化》许智宏、卫志明　上海科技出版社
- 1998年《植物发育的分子机理》许智宏、刘春明　科学出版社
- 1998年《植物生物技术》许智宏　上海科技出版社

## 逸話
- 北京大学の学生に「許爺ちゃん」と呼ばれている。
- 新年パーティーの舞台に上がり「老鼠爱大米」「隐形的翅膀」などのポップソングを歌うことで学生たちに親しまれている。こっそり学食に行き、学生の隣に座り、「美味しいですか」と聞く。

## 参考
- 百度百科